# Yuriy Yuda
Yuriy Yuda, né le 13 septembre 1983 à Pavlodar, est un coureur cycliste kazakh.

## Palmarès

### Par année
- 2003
  - 1re étape du Jelajah Malaysia
  - 3e du championnat du Kazakhstan du contre-la-montre
- 2004
  - 3e du championnat du Kazakhstan du contre-la-montre
- 2005
  - 3e du Grand Prix Criquielion
- 2006
  - 3e du championnat du Kazakhstan du contre-la-montre

### Classements mondiaux
| Année         | 2005 | 2006 |
| ------------- | ---- | ---- |
| UCI Asia Tour | 182e | 141e |

## Palmarès sur piste

### Jeux olympiques
- Athènes 2004
  - 13e de l'américaine

### Championnats du monde
- Melbourne 2004
  - 16e de l'américaine
  - 22e de la poursuite
- Los Angeles 2005
  - 10e de la poursuite par équipes
  - 13e de la poursuite
  - 14e de l'américaine

### Championnats d'Asie
- 2003
  -  Champion d'Asie de l'américaine (avec Vladimir Bushanskiy)